# Покровка (Данковский район)
Покровка — деревня Воскресенского сельсовета Данковского района Липецкой области России.

## География
Деревня находится на правом берегу в излучине реки Птань, имеет одну улицу без названия.
Через Покровку проходит просёлочная дорога, на западе деревня граничит с автомобильной дорогой, где имеется остановка общественного транспорта.

## Население
| 2010 |
| ---- |
| 22   |